# ويليام جي. براونلو
ويليام جي. براونلو هو محرر وصحفي وسياسي أمريكي، ولد في 29 أغسطس 1805 في مقاطعة وايذ في الولايات المتحدة، وتوفي في 29 أبريل 1877 في نوكسفيل في الولايات المتحدة. نشط حزبياً في حزب اليمين والحزب الجمهوري.

## مناصب
- انتخب عضو مجلس الشيوخ الأمريكي [الإنجليزية]‏ عن دائرة مقعد مجلس الشيوخ لتينيسي من الدرجة الأولى ‏ وقد انضم خلال فترته النيابية [الإنجليزية]‏ (4 مارس 1873 – 4 مارس 1875) للكتلة البرلمانية الحزب الجمهوري.
- انتخب عضو مجلس الشيوخ الأمريكي [الإنجليزية]‏ عن دائرة مقعد مجلس الشيوخ لتينيسي من الدرجة الأولى ‏ وقد انضم خلال فترته النيابية [الإنجليزية]‏ (4 مارس 1871 – 4 مارس 1873) للكتلة البرلمانية الحزب الجمهوري.
- انتخب عضو مجلس الشيوخ الأمريكي [الإنجليزية]‏ عن دائرة مقعد مجلس الشيوخ لتينيسي من الدرجة الأولى ‏ وقد انضم خلال فترته النيابية [الإنجليزية]‏ (4 مارس 1869 – 4 مارس 1871) للكتلة البرلمانية الحزب الجمهوري.
- انتخب عضو مجلس الشيوخ الأمريكي [الإنجليزية]‏ (4 مارس 1869 – 3 مارس 1875).
- انتخب حاكم تينيسي [الإنجليزية]‏ (5 أبريل 1865 – 25 فبراير 1869).
- انتخب عضو مجلس الشيوخ الأمريكي [الإنجليزية]‏ (4 مارس 1869 – 4 مارس 1875).

## وصلات خارجية
- ويليام جي. براونلو على موقع الموسوعة البريطانية (الإنجليزية)